# Brake (Steddorf)

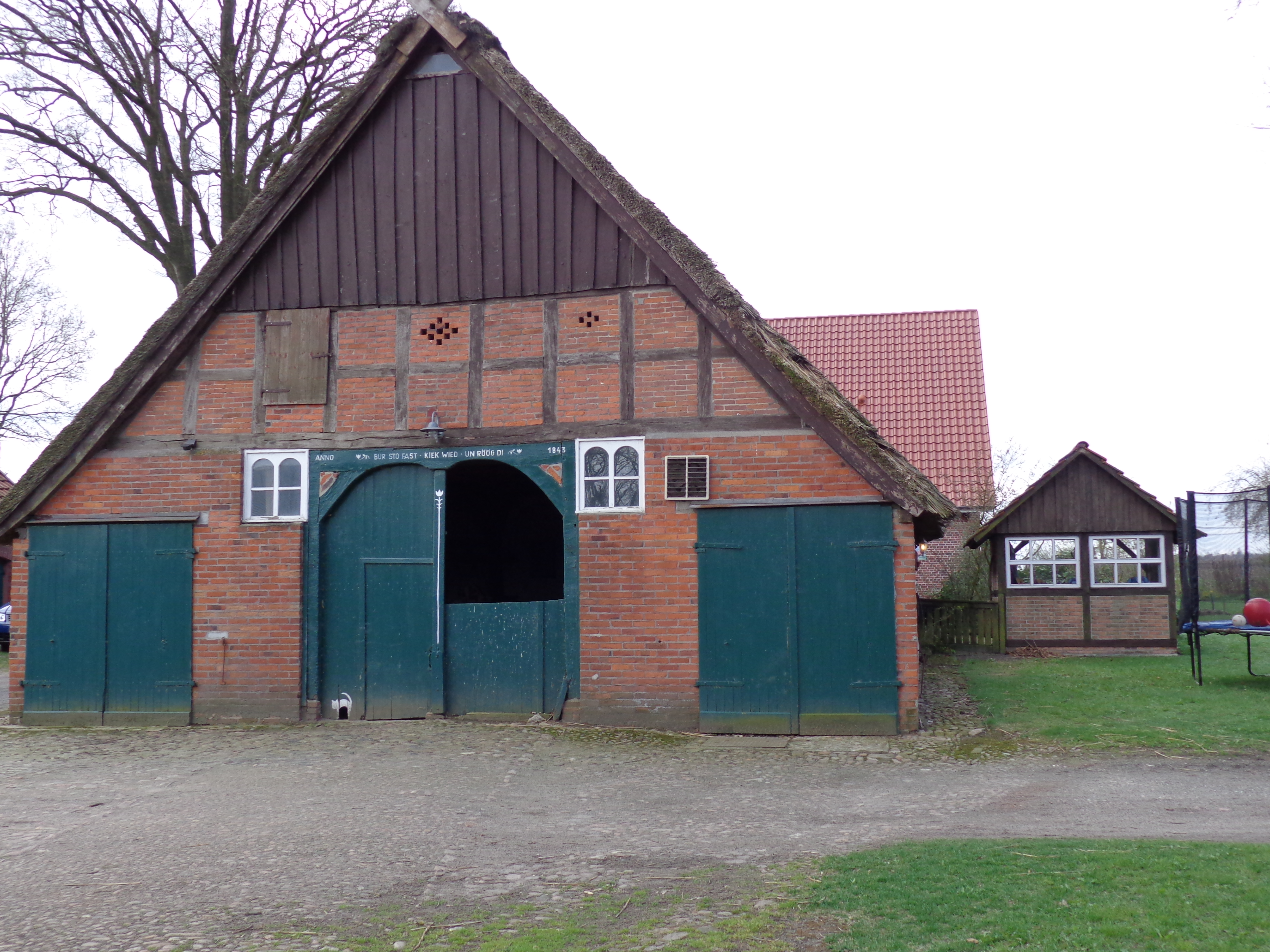
Historisches Hallenhaus in Brake

Brake (plattdeutsch Braak) ist ein Wohnplatz in der niedersächsischen Gemeinde Heeslingen und gehört dem Ortsteil Steddorf an. 

## Geographie und Verkehrsanbindung
Brake liegt westlich von Steddorf sowie nördlich von Boitzen und südöstlich von Wense auf der Stader Geest. Westlich von Brake fließt der Fallohbach entlang, der später in die Twiste mündet. Die Kreisstraßen 134 und 120 verbinden den Ort mit der Landesstraße 124, die Stade über Harsefeld mit Zeven verbindet.

## Geschichte

### Einwohnerentwicklung
| Jahr             | Einwohner          |
| ---------------- | ------------------ |
| 1. Dezember 1871 | 11 Leute, 2 Häuser |

### Religion
Brake ist evangelisch-lutherisch geprägt und gehört zum Kirchspiel der Kirche St. Vitus in Heeslingen.